# An Vũ
An Vũ là một xã thuộc huyện Quỳnh Phụ, tỉnh Thái Bình, Việt Nam.
Xã An Vũ có diện tích 5,59 km², dân số năm 1999 là 5986 người, mật độ dân số đạt 1071 người/km².